# Mikkel Arndt
Mikkel Arndt (født 13. juli 1976) er en dansk skuespiller. Opvokset i Herlev og uddannet på Skuespillerskolen ved Aarhus Teater 2000 – 2004. Debuterede på Svalegangen i Århus i 2004 med rollen som Michael Strunge i opsætningen Marcus Hitengel. Blev efterfølgende engageret til Mungo Parks faste ensemble, hvor han var i 2005- 2008. Her medvirkede han i en række forestillinger, bl.a W, Sandholm, Mungo Park – manden bag navnet og Den Anden.
Har medvirket i flere film og kortfilm, bl.a Kollegiet og Dræberne fra Nibe. Fra 2008 fastansat skuespiller ved Det Kongelige Teater.